# جوئل زامل
جوئل زامل (نام به انگلیسی: Joel Zamel، متولد ۱۹۸۶) مخترع، کارآفرین، مالک و اپراتور آژانس‌های اطلاعاتی خصوصی و تحلیل سیاسی استرالیایی-اسرائیلی است که شبیه‌سازی‌های پیش‌بینی، بازی جنگی، عملیات نفوذ، کمپین‌های رسانه‌های اجتماعی، واسطه گری سرمایه‌گذاری خصوصی و استراتژی مبارزات انتخاباتی را ارائه می‌دهد. چنین شرکت‌هایی عبارتند از ویکی استرت که یک شرکت مشاوره ژئواستراتژیک است، گروه سرمایه گذاری جوئل زامل، شرکت وایت نایت، ، گروه سای و آژانسی متخصص در فعالیت‌های ضد افراط گرایی و عملیات رسانه‌های اجتماعی.

## سنین جوانی و تحصیل
جوئل زامل در سال ۱۹۸۶ در استرالیا به دنیا آمد. او پسر گری زمل، یک مهندس معدن و تاجر ثروتمند استرالیایی است  که عمدتاً در زمینه معادن زغال‌سنگ، نیکل و مس فعال بود و مدیر قبلی اتاق بازرگانی اسرائیل استرالیا بوده است. گری زمل همچنین برای شرکت پسرش ویکی استرت کار کرده‌است. زمل در دانشگاه نیو ساوت ولز در سیدنی تحصیل کرد و در آنجا لیسانس مهندسی معدن گرفت و بعداً به اسرائیل رفت و در مرکز بین رشته‌ای هرتزلیا، با تخصص در مبارزه با تروریسم و امنیت داخلی تحصیل کرد و با مدرک کارشناسی ارشد در دولت، دیپلماسی و دیپلماسی استراتژیک فارغ‌التحصیل شد. او عضو شبکه اتحاد رهبری اوراسیا مرکزی (CELA) است.

## زندگی شغلی
جوئل زامل در سال ۲۰۱۸، پس از گزارش تعدادی از منابع رسانه ای در مورد ویکی استرت در جریان تحقیقات بازپرس ویژه رابرت مولر توجه عمومی را به خود جلب کرد. زامل بنیان‌گذار تعدادی آژانس خصوصی اطلاعاتی و تحلیل سیاسی از جمله ویکی استرت، یک شرکت مشاوره ژئواستراتژیک و شوالیه سفید (یک شرکت جانشین گروه سای) است.
آژانس‌های زامل دارای شبکه گسترده‌ای از تحلیلگران هستند که عمدتاً از مقامات دولتی سابق و کارشناسان خصوصی تشکیل شده‌است. او همچنین یک سرمایه‌گذار فعال در بخش امنیت سایبری است، به ویژه برای آن دسته از شرکت‌هایی که بر تلاش‌های CVE تمرکز دارند. گزارش شده‌است که او شرکت‌های مختلف نفوذ رسانه‌های اجتماعی مستقر در اروپای شرقی و آسیا را تأسیس کرده‌است، و تیم مشاور نزدیکی از مقامات ارشد دولتی مشهور سابق تشکیل داده‌است که در سطوح بالای دولت در ایالات متحده، بریتانیا و خاورمیانه خدمت می‌کردند.
در سال ۲۰۱۵، ویکی استرت شرکت زامل یک هفته به اجرای سناریوهایی به نام «پروژه مزدوران سایبری» در مورد چگونگی ایجاد کمپین مداخله‌ای در انتخابات آمریکا توسط بازیگران سایبری روسی پرداخت که بعداً در سال ۲۰۱۶ به دونالد ترامپ جونیور گزارش شد.
در ۳ اوت ۲۰۱۶، زامل در یک نشست سطح بالا با دونالد ترامپ جونیور، اریک پرینس، استیون میلر و جورج نادر شرکت کرد. در دسامبر ۲۰۱۶ پس از یک جلسه تحلیف با جورج نادر، استیو بنن، معاون سابق کمبریج آنالیتیکا، و جرد کوشنر به دنبال آن دیدار کرد.
پس از پیروزی ترامپ در انتخابات ۲۰۱۶، شرکت گروه سای با کمبریج آنالیتیکا مشارکت کرد تا به‌طور مشترک برای قراردادهایی با دولت آمریکا مناقصه کند. در دسامبر ۲۰۱۶، جورج نادر از شوالیه سفید مستقر در فیلیپین برای خرید ارائه ای استفاده کرد که نشان دهنده تأثیر کمپین‌های رسانه‌های اجتماعی بر پیروزی دونالد ترامپ در انتخابات بود.
زامل اولین بار در ژوئن ۲۰۱۶ با نادر در مجمع اقتصادی بین‌المللی سن پترزبورگ ملاقات کرد. در نوامبر ۲۰۱۶ جورج نادر به دلایلی نامشخص دو میلیون دلار به زمل پرداخت کرد. اریک پرینس سپس در مورد آن به کنگره دروغ گفت.
ملاقات با ترامپ بعداً توسط تحقیقات بازپرس ویژه رابرت مولر و تحقیقات بعدی در مورد ارتباط او با مقامات ترامپ مورد بررسی قرار گرفت که پس از پایان تحقیقات مولر ادامه یافت. دیدارهای زامل با مقامات سعودی نیز توسط مولر مورد بررسی قرار گرفت.
در فوریه ۲۰۱۹، مأموران فدرال زامل را در فرودگاه واشینگتن بازداشت کردند و او در برابر هیئت منصفه حاضر شد تا به رابرت مولر در مورد ارتباط او با جورج نادر مدرک بدهد. زامل به نادر مباهات کرد که او یک کمپین مخفی انجام داده‌است که در پیروزی ترامپ تأثیرگذار بوده‌است، خصوصیتی که وکیل زامل با آن مخالفت کرده‌است. زمل همچنین با مایکل فلین تماس داشت.
در ۵ آوریل ۲۰۱۹، کمیته اطلاعات سنا نامه ای به والتر سوریانو، مالک شرکت یو اس جی سکیوریتی (USG Security Limited) مستقر در بریتانیا به دلیل ارتباطش با پل منافورت، مایکل فلین، گروه سای، ویکی استرت و مکعب سیاه و شرکت اوربیس بیزنس اینتلیجنس  ارسال کرد.(شرکتی که توسط کریستوفر استیل تاسیس شد). سوریانو با آلگ دریپاسکا رابطه دارد.
شرکت‌های زامل برای آلگ دریپاسکا و دمیتری ایفگنویچ ریبولوفلیف فعالیت کرده‌اند.
زامل مارک موکاسی، وکیلی که متخصص در حفاظت از شهرت است، را به عنوان وکیل خود استخدام نموده است. موکاسی، رودی جولیانی، دونالد ترامپ، رئیس‌جمهور سابق آمریکا ، دونالد ترامپ جونیور، ایوانکا ترامپ، اریک ترامپ و بنیاد ترامپ، و همچنین ادی گالاگر یک سرباز متهم به ارتکاب جنایات جنگی را به عنوان مشتریهای قبلی خود داشته است..